# Radio Grün-Weiß
Radio Grün-Weiß est une station de radio privée autrichienne, située à Leoben, dans le Land de Styrie.

## Histoire
Radio Grün-Weiß lance au printemps 1998 dans la municipalité de Proleb avec une seule fréquence (102,6 MHz). Un an plus tard, la station a quatre fréquences supplémentaires et déménage dans son nouveau studio de diffusion de Leoben ; le studio de Proleb ferme. En 2001, l'actionnaire majoritaire de l'époque (Volksbank Mürz Valley-Leoben) a refusé l'offre de rachat par le réseau de diffusion KroneHit.
Fin juin 2007, Radio Grün Weiß cesse d'émettre sur les fréquences 99,7, 102,6, 104,1 et 104,8 MHz Depuis, la fréquence principale 106,6 MHz est utilisée principalement dans les vallées de la Mur et de la Mürz. En outre, les émetteurs «Leoben Stadt» 104,7 MHz, «Mürzzuschlag et environs» 107,0 MHz, «Eisenerz et environs» 101,1 MHz et «Trofaiach-Traboch» sur 103,3 MHz sont exploitées.
La zone d'émission est agrandie depuis juillet 2015 : l'émetteur de la Hochwurzenhütte couvre désormais également la vallée de l'Enns sur 106,3 MHz et de la Palten sur 104,8 MHz depuis septembre 2015.
En 2015, les deux présentateurs Peter Petzner et Nicole Präpasser sont les nouveaux propriétaires de Radio Grün Weiß.
En 2017, des travaux permettent deux autres améliorations de la couverture : 95,0 MHz pour Kapfenberg et ses environs et 101,1 MHz pour la région d'Aichfeld-Murboden.
En juillet 2018, la station emménage dans son nouveau studio au-dessus du LCS Leoben.

## Programme
Le style musical de la station s'appuie sur les succès des dernières décennies. Le mélange de musique avec du schlager et de la volkstümliche Musik s'adresse aux auditeurs âgés de 25 à 60 ans.

## Audience
La station revendique pouvoir atteindre 650 000 personnes et 25 000 auditeurs quotidiens.

## Source, notes et références
1. ↑  (de) « Radio Grün Weiß mit neuen Eigentümern », sur radioszene.de, 2015 (consulté le 17 août 2020)
2. 1 2  (de) Radio Grün-Weiß, « Mediadaten », sur Radio Grün-Weiß, 2020 (consulté le 17 août 2020)

- (de) Cet article est partiellement ou en totalité issu de l’article de Wikipédia en allemand intitulé « Radio Grün-Weiß » (voir la liste des auteurs).